# Pyramiden (Spitzbergen)

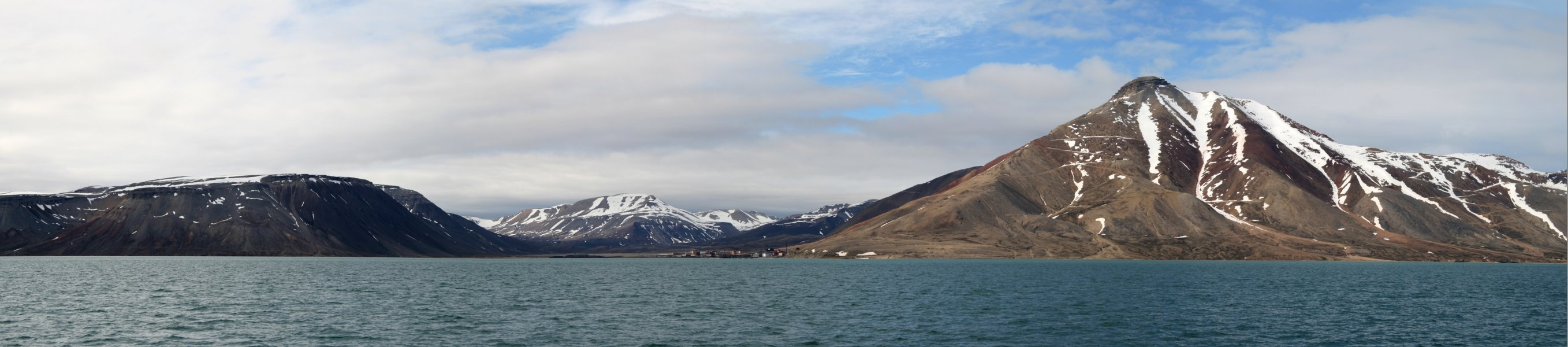
Pyramiden, der Ort am Fuß des gleichnamigen Bergs

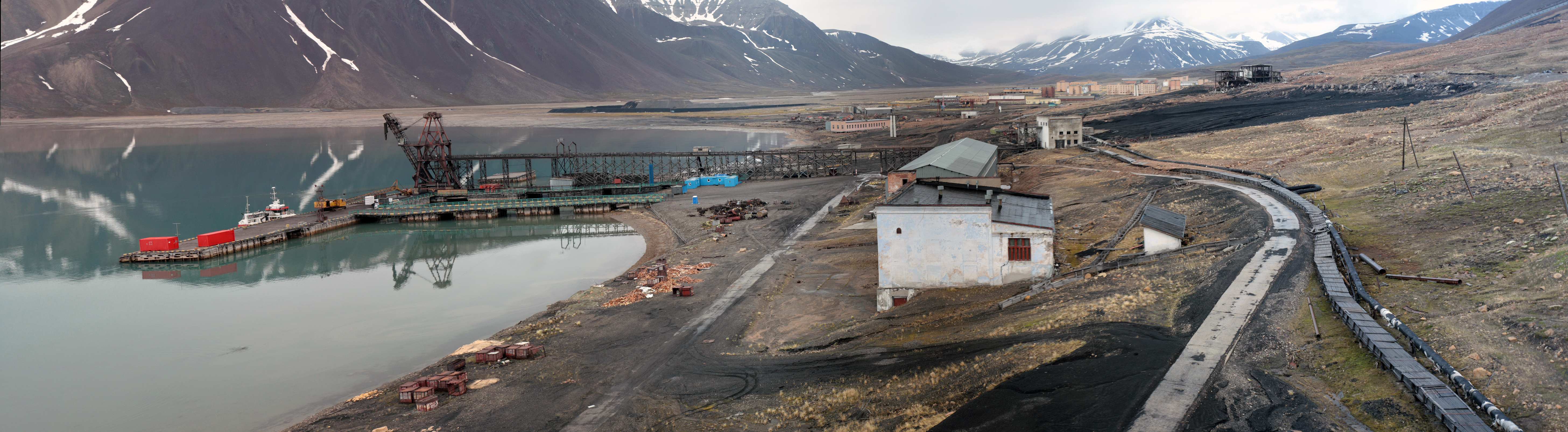
Der Hafen von Pyramiden und die Siedlung im Hintergrund

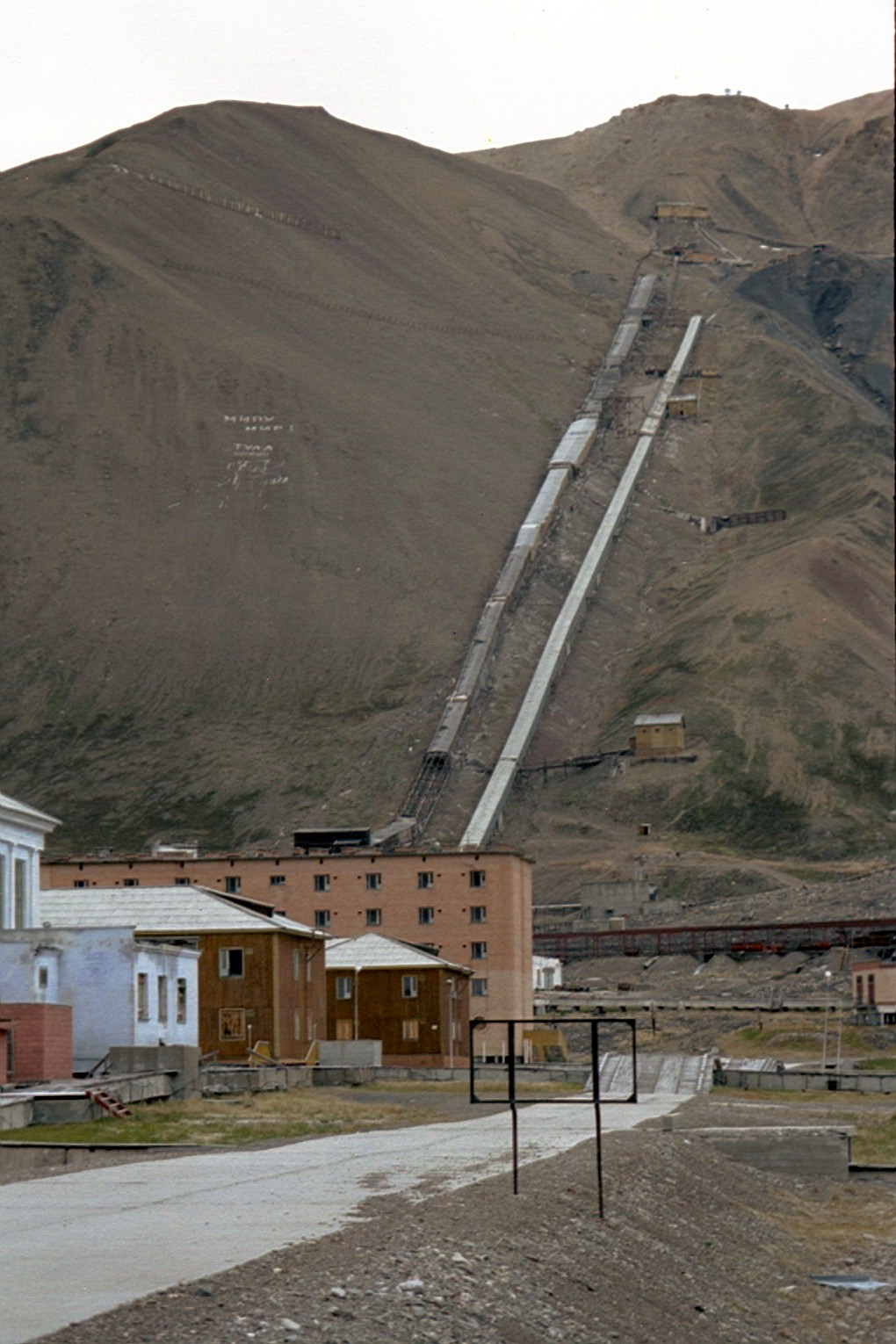
Kohleförderungsanlagen in Pyramiden

Pyramiden (russisch Пирамида Piramida) ist eine mittlerweile aufgegebene Bergarbeitersiedlung auf Spitzbergen mit ehemals über 1000 Einwohnern, die als russische Reisedestination mit Hotel betrieben wird.
Pyramiden liegt am Billefjord, einem Ausläufer des Isfjords, etwa anderthalb bis zwei Schiffsstunden nordöstlich von Longyearbyen, im sogenannten Dickson-Land. Der Ort verdankt seinen Namen der pyramidenartigen Form des gleichnamigen Berges, an dessen Fuß er liegt.

## Geschichte

### 1921 bis 2000
Nachdem zunächst ein schwedisches Unternehmen 1921 mit dem Kohleabbau begonnen hatte, wurden die Rechte in den späten 1920er Jahren vom sowjetischen Trust Arktikugol erworben. Als Unterzeichnerstaat des Spitzbergen-Vertrags besaß auch die Sowjetunion das Recht, auf dem zu Norwegen gehörenden Archipel Rohstoffe abzubauen.
1941 wurde der Ort als kriegsbedingte Vorsichtsmaßnahme evakuiert, blieb jedoch im Wesentlichen unzerstört. Da die zweite russische Kohlesiedlung Barentsburg, die heute noch in Betrieb ist, praktisch gänzlich zerstört wurde, war Pyramiden nach dem Zweiten Weltkrieg die wichtigste und größte Kohleabbausiedlung der sowjetischen Regierung in der Arktis. Zeitweise lebten hier rund 1000 Menschen. Damit war Pyramiden einer der größten Orte Spitzbergens und zeitweise auch die nördlichste Siedlung der Welt. Infolge von Glasnost wurde in Pyramiden neben dem Kohleabbau ab den 1990er Jahren auch der Tourismus zu einer wichtigen Einnahmequelle und ein großes Hotel wurde in Betrieb genommen.
Anfang der 1990er Jahre wurden die ersten Bewohner zurück in ihre Heimat (zumeist Russland oder die Ukraine) geschickt, da der Kohleabbau reduziert wurde, und 1996 waren die meisten Familien nicht mehr vor Ort. Die russische Regierung beschloss 1998, den Kohleabbau in Pyramiden ganz stillzulegen, da dieser nicht mehr rentabel war. Am 31. März 1998 fuhr der letzte Kohlewagen, und im Oktober wurde die Siedlung nahezu vollständig verlassen. Viele der Gebäude waren zu diesem Zeitpunkt nicht einmal zehn Jahre alt, da noch bis kurz vor Aufgabe des Orts viel investiert worden war. Im Jahr 2000 verließen die letzten Bewohner Pyramiden und es ist seitdem praktisch entvölkert. Damit ist Barentsburg die einzige verbliebene russische Ansiedlung auf Spitzbergen.

### 21. Jahrhundert

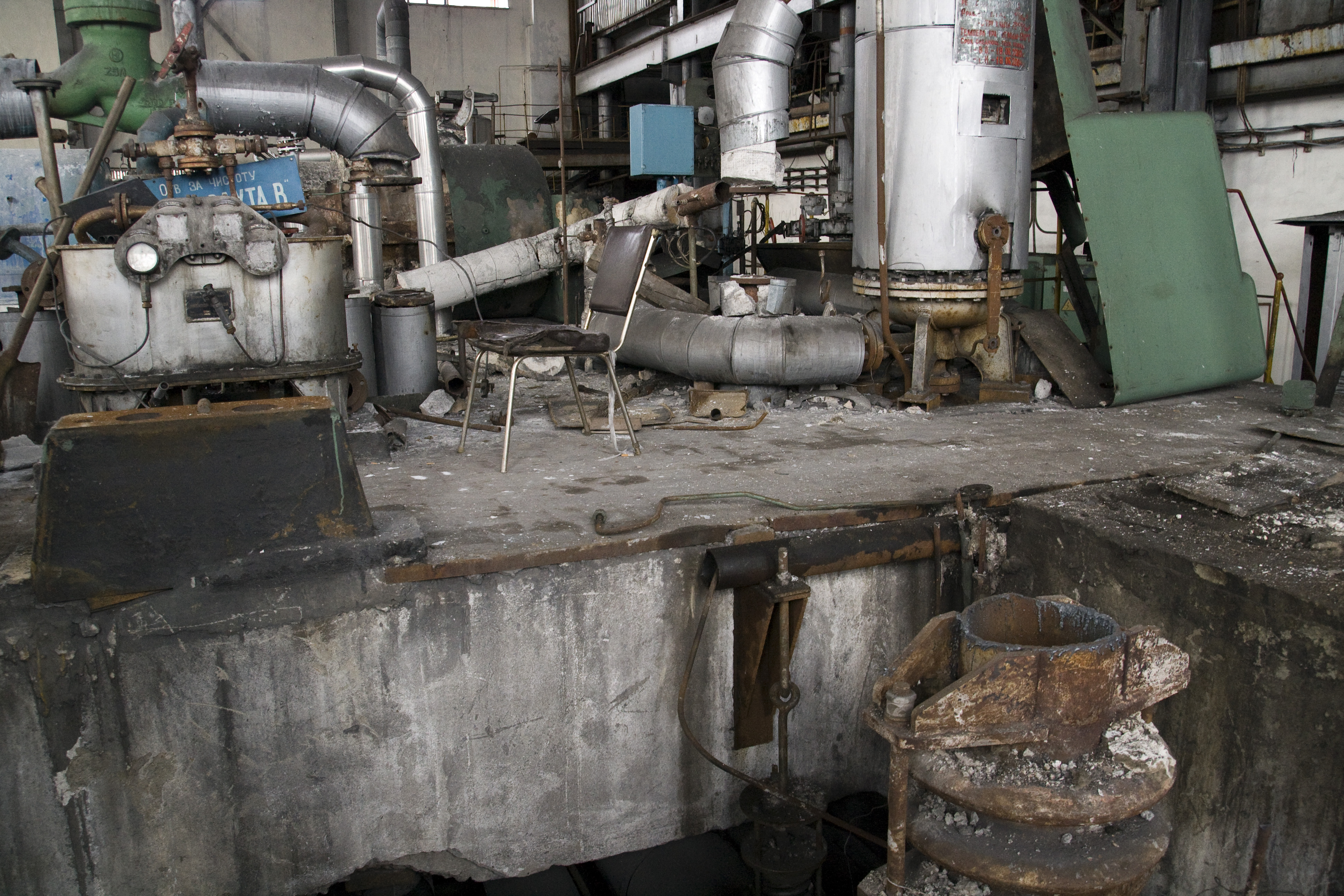
Im Inneren des alten Kohlekraftwerks (2011)

Nach der Aufgabe des Ortes wurden viele Gebäude geplündert und/oder durch Vandalismus beschädigt; einzelne Gebäude wurden vor der Aufgabe des Ortes durch Sprengung zerstört. Seit etwa 2007 sind jeden Sommer nun eine Handvoll Arbeiter in Pyramiden tätig, die den Zerfall der Stadt verhindern sollen und vor Ort aufräumen. Sie leben dann in dem alten Hotel, das 2013 auch wieder für Touristen geöffnet wurde.
Im Sommer ist Pyramiden außerdem mehrmals wöchentlich Ziel von organisierten Tagesausflügen mit dem Schiff aus Longyearbyen, und es gibt Führungen, bei denen einige der Gebäude unter Aufsicht betreten werden können. Auch beginnen viele Tourenveranstalter hier einige ihrer Trekkingtouren, da die Umgebung bestens für Touren geeignet ist. Ein paar Basislager liegen in erreichbarer Nähe. Pyramiden wird zudem in der Sommersaison regelmäßig von Expeditionskreuzfahrtschiffen verschiedener Veranstalter angelaufen.
Im Jahr 2018 wurden im Rahmen der Northern Expo, die vom 4. bis zum 7. Oktober 2018 auf Spitzbergen veranstaltet wurde, die Jazzmusikveranstaltungen in dem verlassenen Ort abgehalten.

## Das Leben zur Zeit des Betriebes in Pyramiden

### Ortsbild

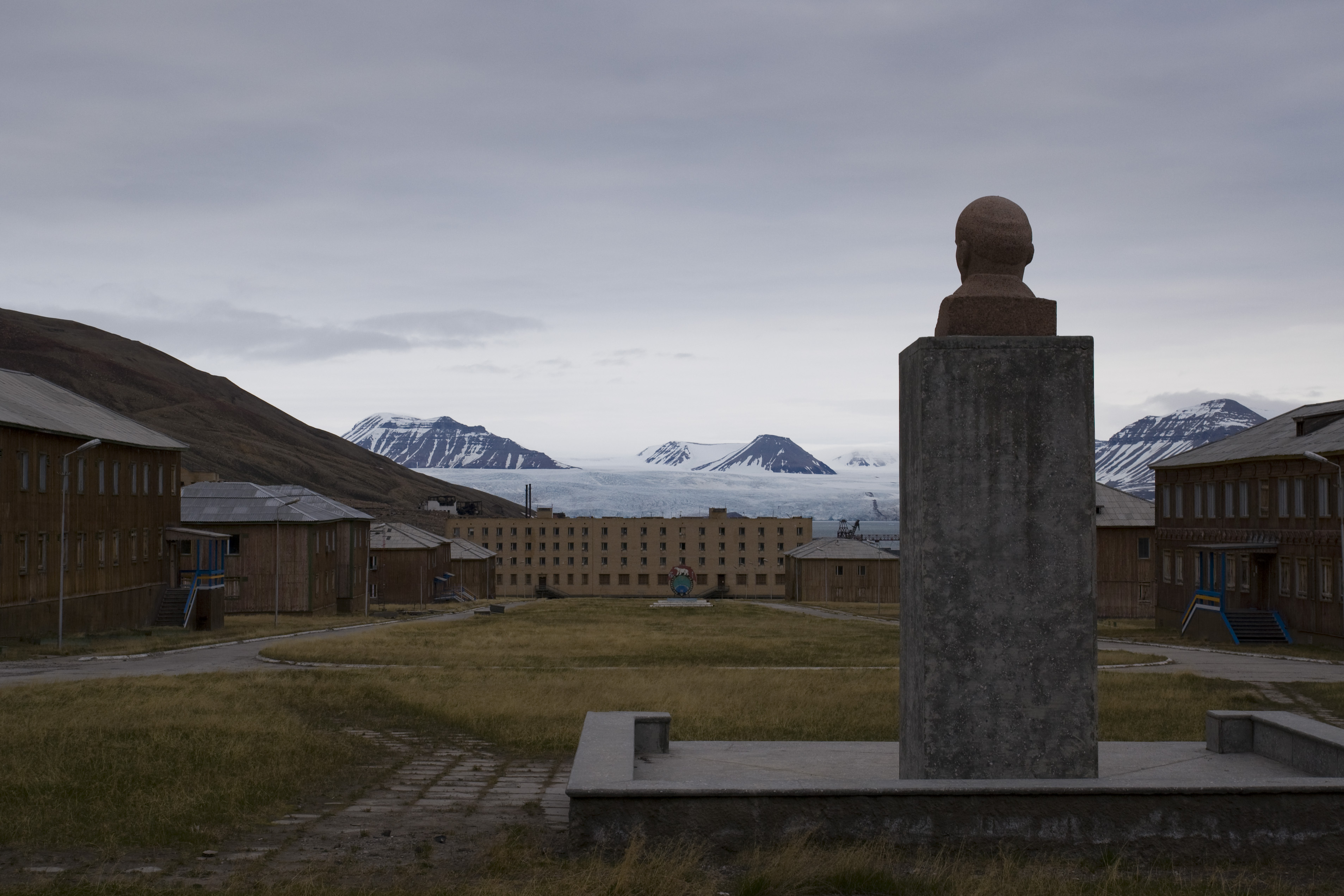
Hauptplatz von Pyramiden mit Lenin-Büste. Im Hintergrund der Nordenskjöldbreen-Gletscher.

An den eher trübselig wirkenden Betonbauten sind Ansätze von Verschönerungen zu sehen. Die meisten Gebäude sind entweder mit Backsteinen oder Holzpaneelen verkleidet und teilweise auch farblich gestaltet. Auffallend sind auch die große Lenin-Büste vor dem Kulturhaus und ein paar erhaltene kommunistische Denkmäler.
Obwohl das arktische Klima dem Gedeihen vieler Pflanzen nicht zuträglich ist, wurde aus Russland Rasensamen importiert, und im gesamten Ort wächst bis heute hoher Rasen. Während der Ort bewohnt war, durften jedoch nur Vieh und Kinder den Rasen betreten.

### Gebäude
Die meisten Gebäude sind Wohnhäuser. Zudem gibt es Lagerhallen, Viehställe, ein Gewächshaus, ein Krankenhaus, das heute noch betriebene Hotel mit Restaurant und Bar, eine Kantine, ein Kultur- bzw. Gemeinschaftshaus, eine Schule und einen Kindergarten, ein Schwimmbad, ein Elektrizitätswerk und eine Vielzahl an Gebäuden, die dem Kohleabbau dienten (Verwaltung, Werkstätten und die Abbaugebäude selbst). Heute sind die Bauten zur Verhinderung von weiterem Vandalismus weitgehend verschlossen und können in der Regel nur bei Führungen besichtigt werden. Eine Besonderheit ist das ein wenig abseits gelegene Flaschenhaus, das aus Wodkaflaschen erbaut wurde: Bei gutem Wetter ist im Haus ein faszinierendes Farbenspiel zu sehen und bei Wind kann man ein „Flaschenkonzert“ hören.
Das Hotel „Tulpan“ (Tulpe) wurde renoviert und neu eröffnet und es können Übernachtungen gebucht werden.

### Bewohner
Die Bewohner Pyramidens waren fast ausschließlich Familien von Bergarbeitern. Nur die besten Arbeiter aus verschiedenen Kohlesiedlungen in Russland und der Ukraine wurden nach Pyramiden versetzt und durften dort zwei Jahre lang arbeiten und leben. Anschließend mussten sie wieder in ihre Heimat zurückkehren und wurden durch andere Arbeiter ersetzt. Berichten zufolge war das Leben in Pyramiden vor allem zu Zeiten der Sowjetunion deutlich besser als in Russland selbst.
Heute leben im Sommer 11 Personen in Pyramiden, vom Busfahrer, Post- und Hotelangestellten bis zum Kraftwerksingenieur. In der dunklen Jahreszeit wohnen nur 2 Personen in Pyramiden; eine kümmert sich um das Hotel, die andere um das Kraftwerk.
Die dunkle Jahreszeit geht vom 26. Oktober bis zum 16. Februar. In dieser Zeit geht die Sonne nicht auf. Die Mitternachtssonne scheint vom 18. April bis zum 26. August.

### Freizeit

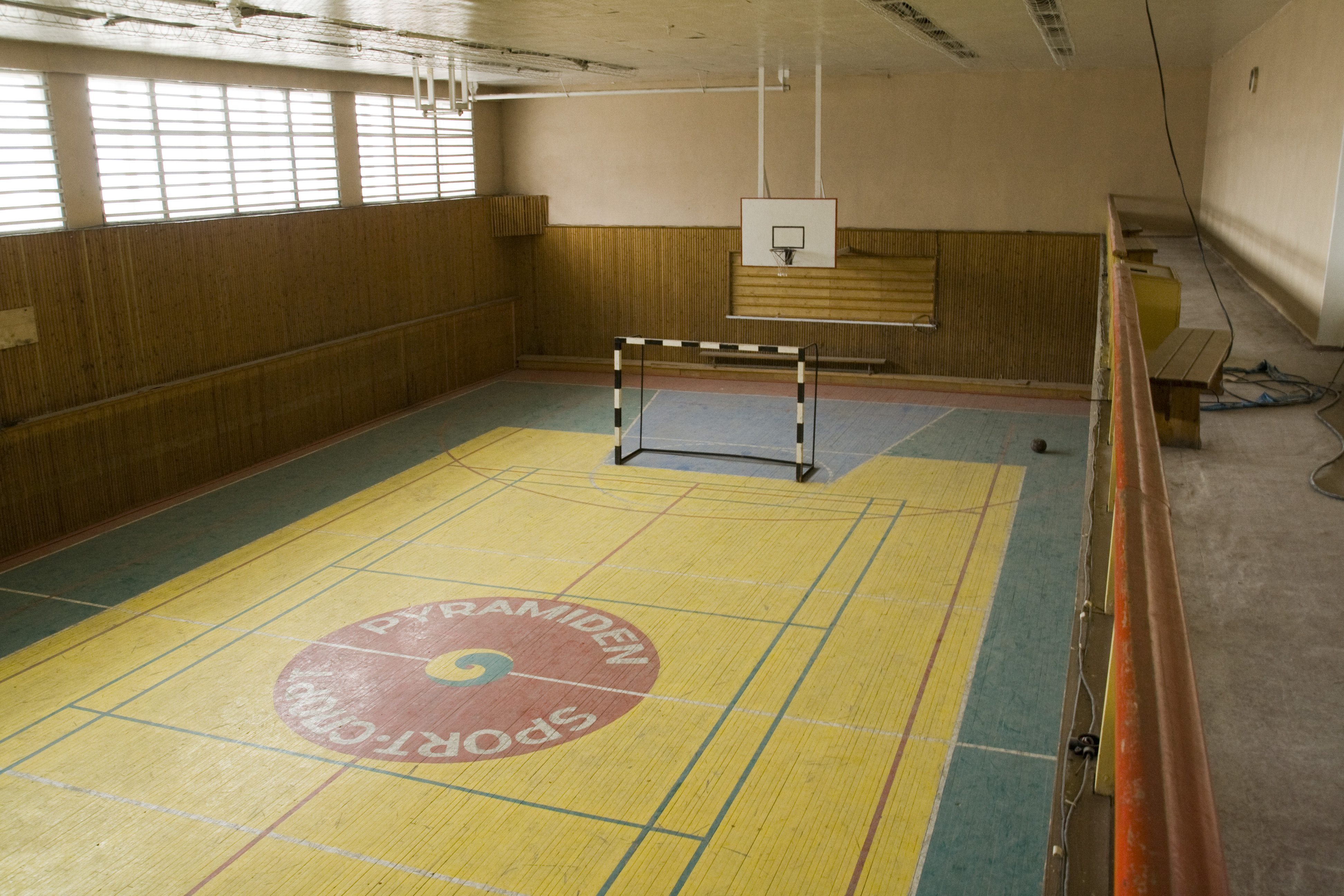
Die alte Sporthalle von Pyramiden.

In Pyramiden gab es neben einer Fußball- und einer Schwimmmannschaft auch eine Jazzband und verschiedene Tanz- und Theatergruppen. Im Kulturhaus waren eine Sporthalle, ein Ballettsaal, eine Aula mit Kinofunktion, diverse Musikräume und eine Bibliothek vorhanden. Im Kulturhaus hängen heute noch Bilder von Sportmannschaften und von diversen Veranstaltungen in der Aula.

### Versorgung
Der größte Teil der Versorgung konnte über Pyramiden selbst geregelt werden. Neben einem entfernten Stausee, von wo das Trinkwasser geliefert wurde, gab es eine Viehzucht für die Frischfleischversorgung und ein Gewächshaus für frisches Gemüse.

## Galerie

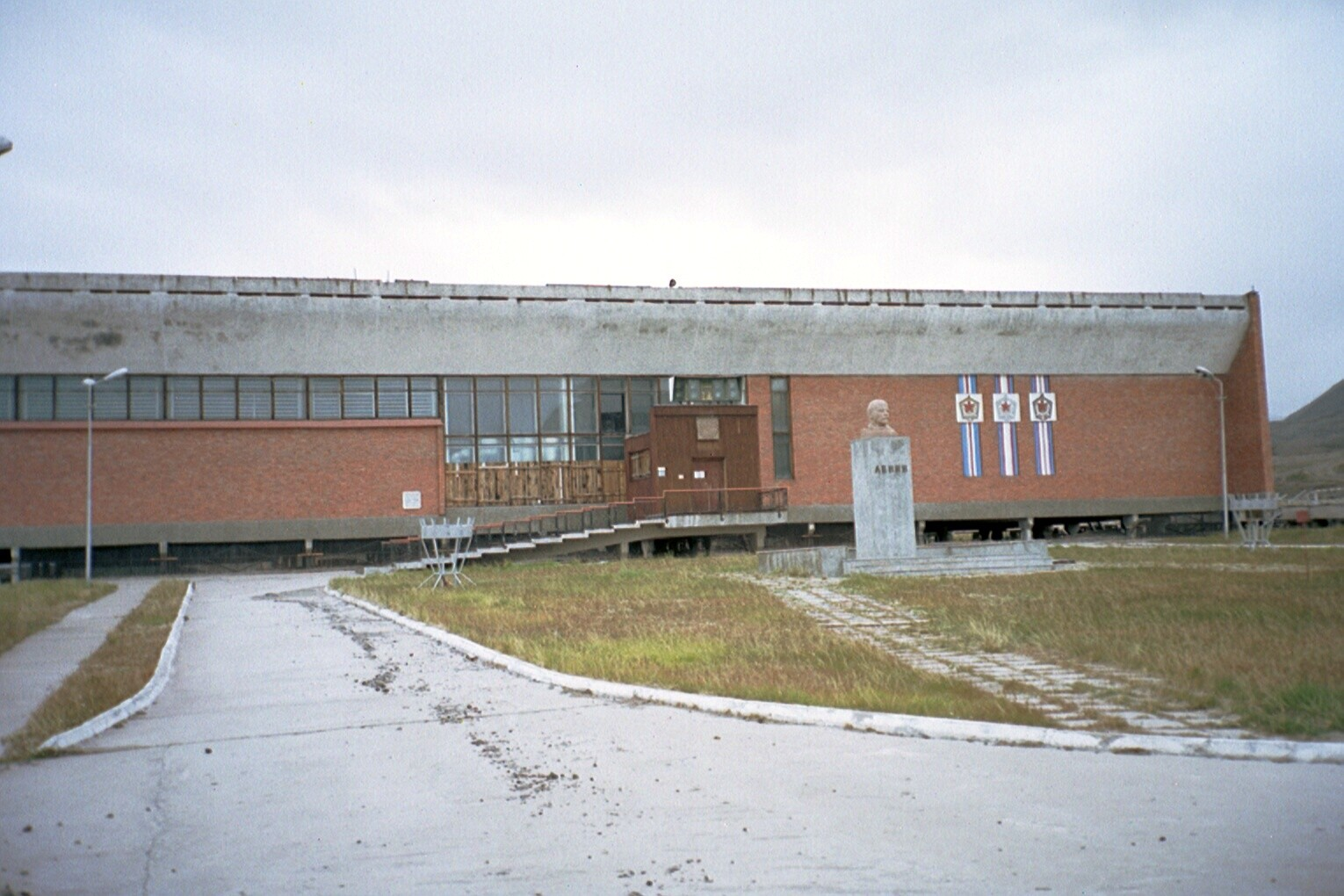
Lenin-Büste vor dem Sport- und Kulturhaus auf dem zentralen Platz
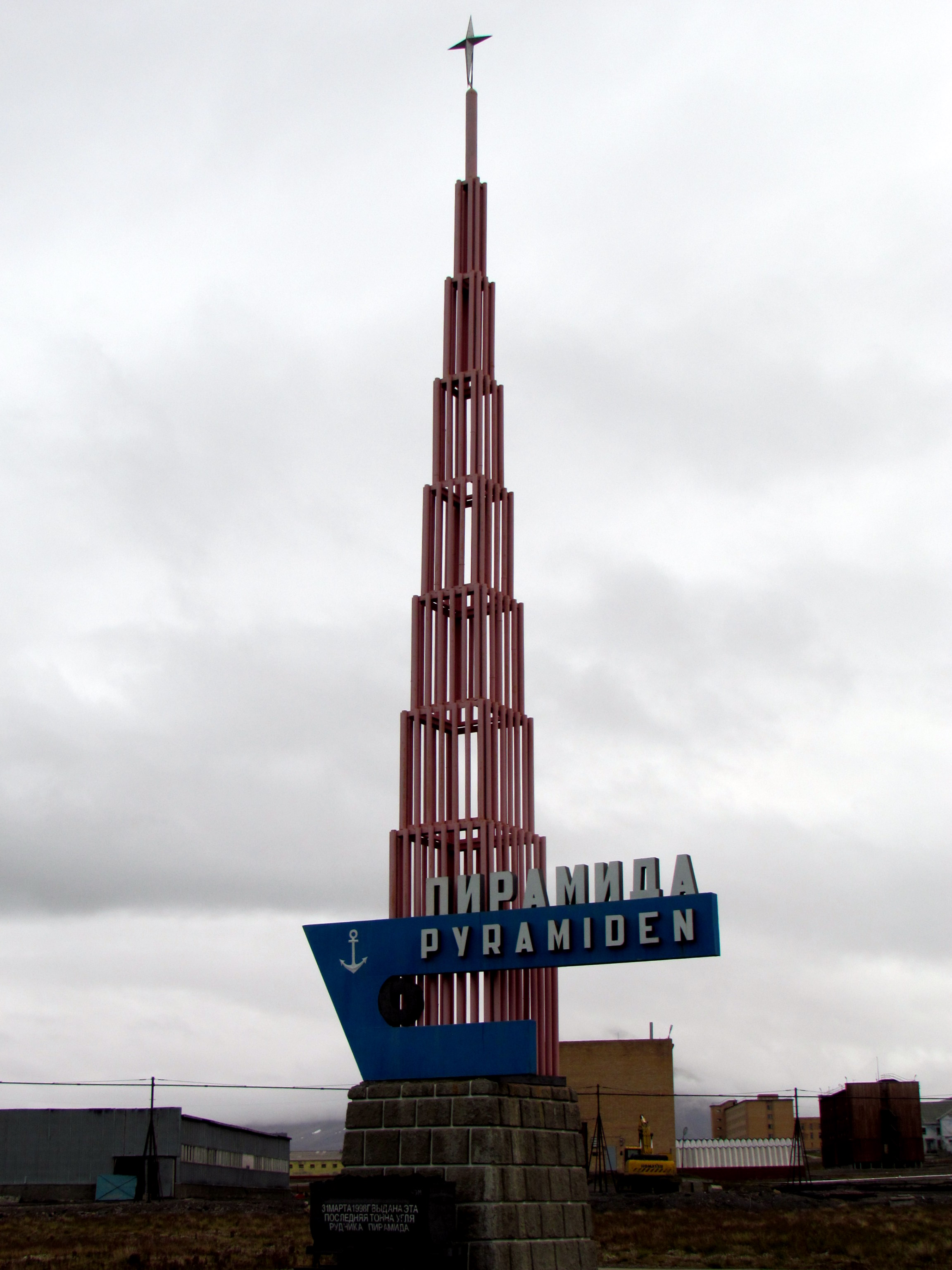
Das Erkennungsdenkmal von Pyramiden
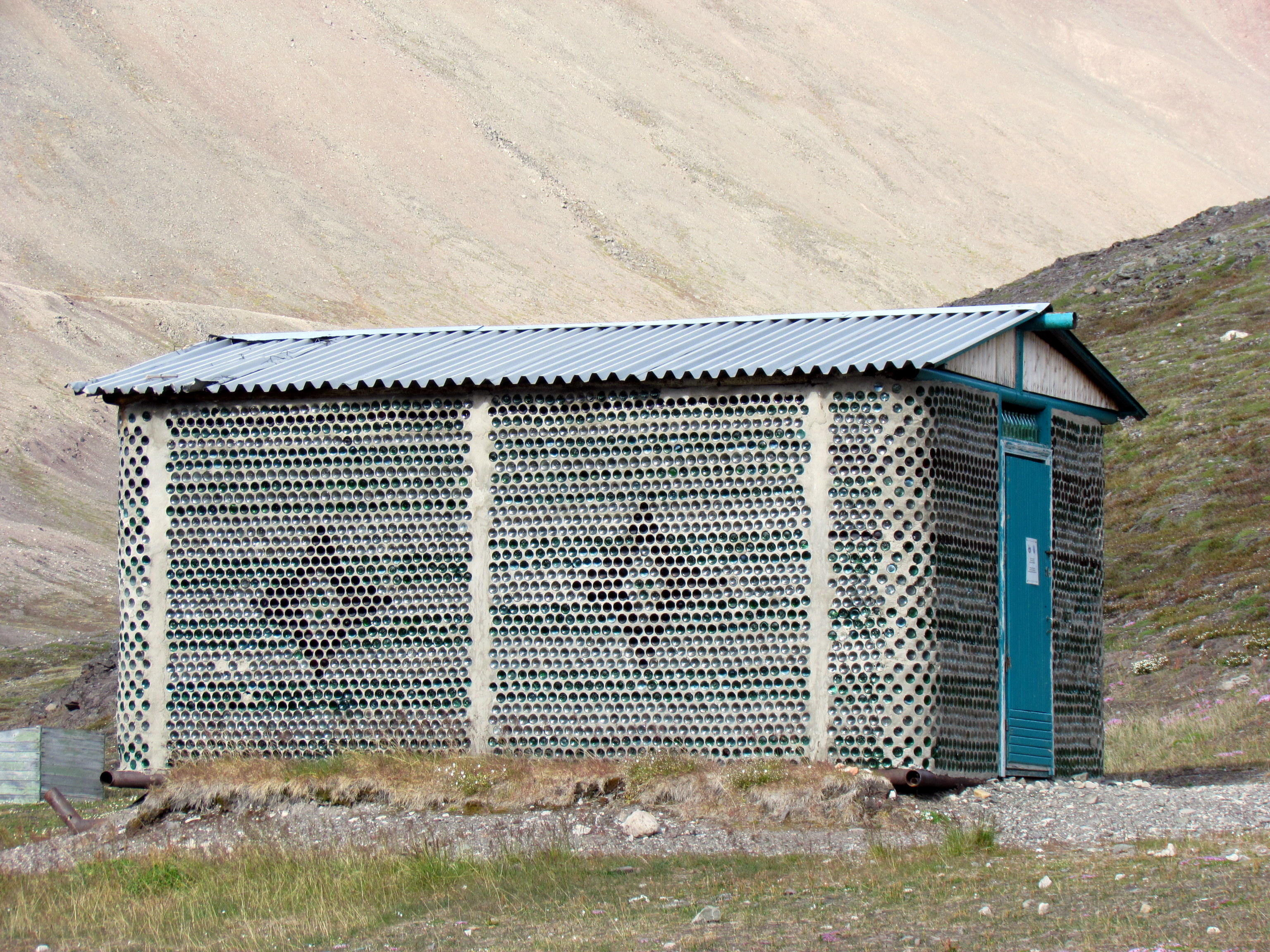
Das Flaschenhaus
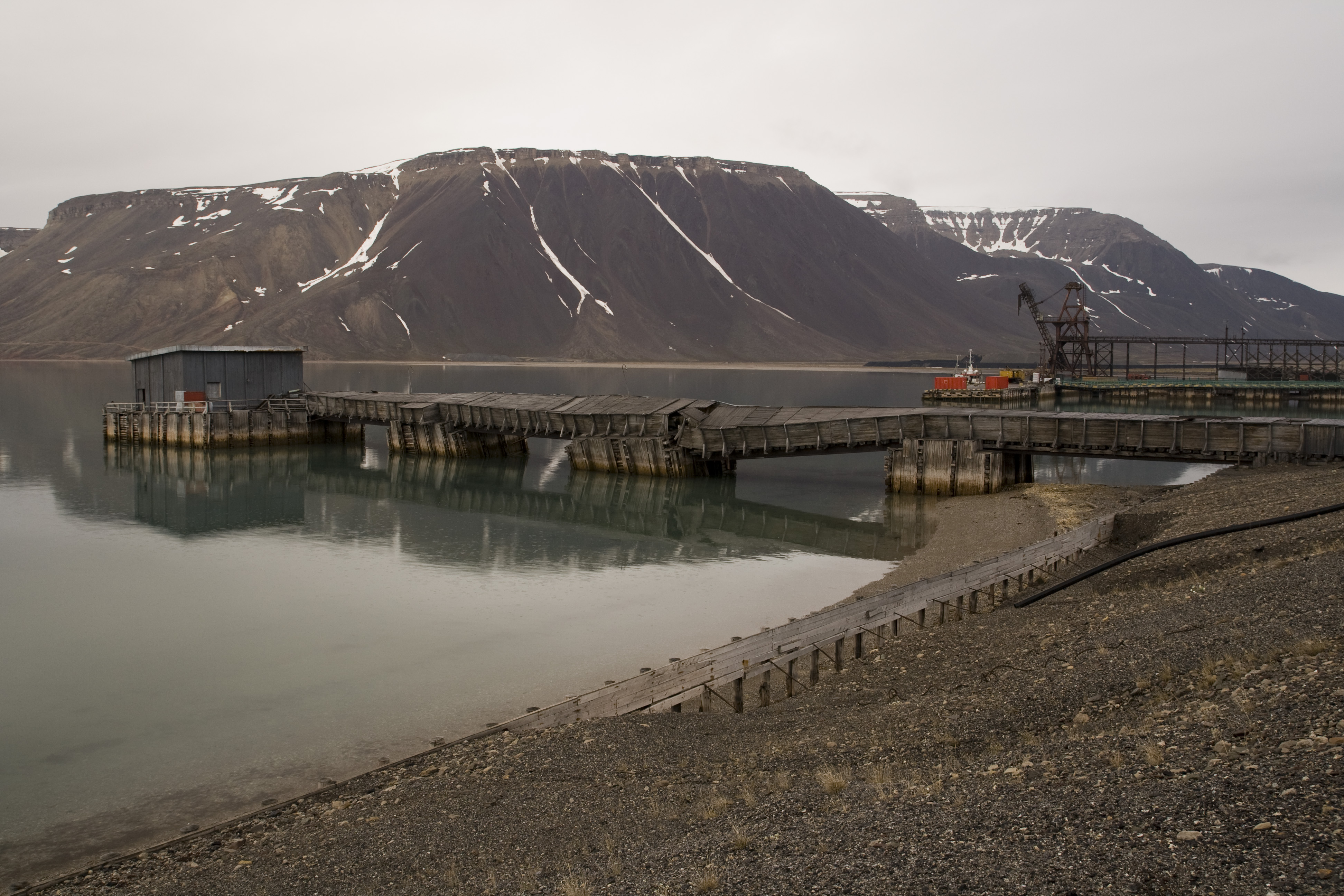
Der Hafen
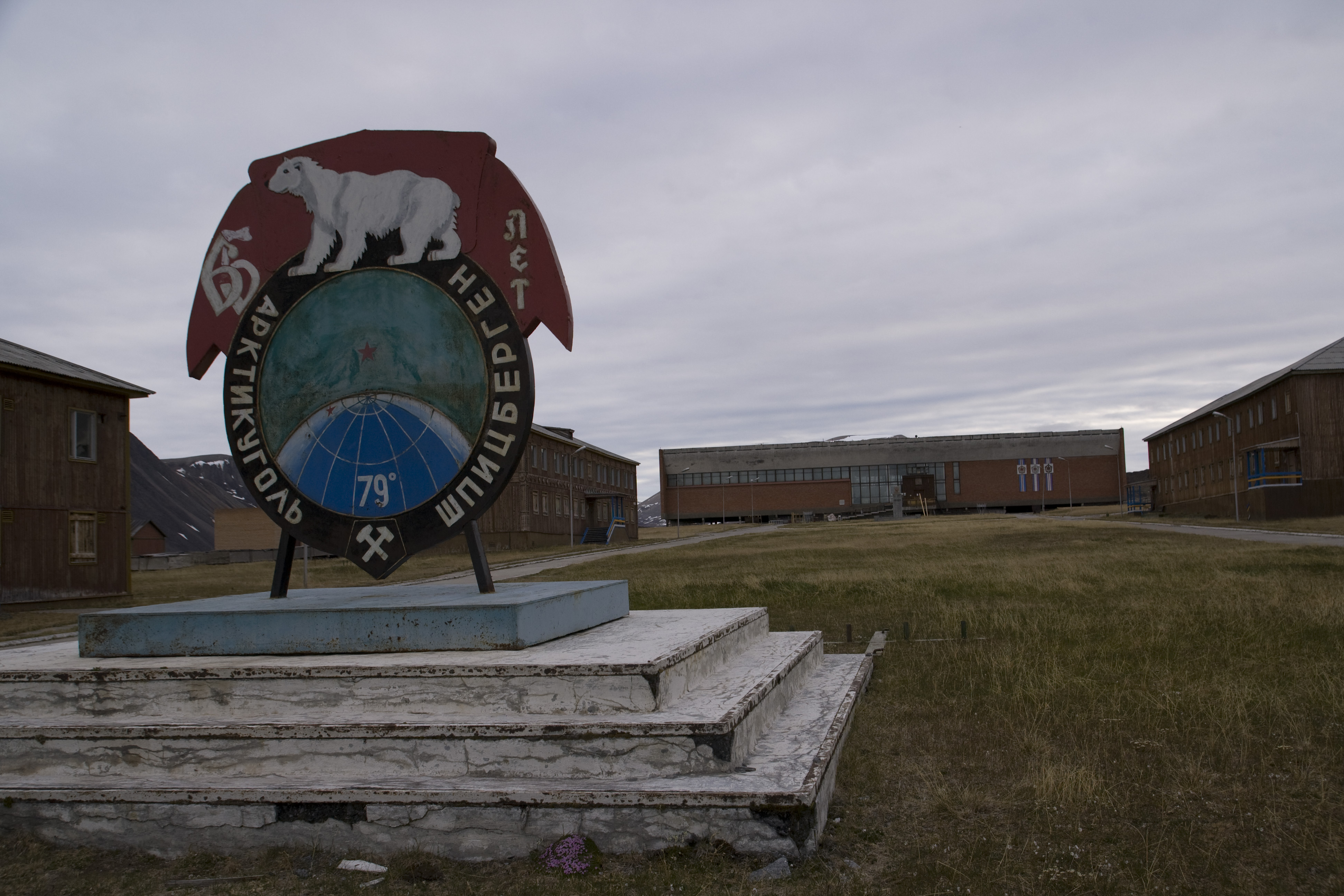
Der Hauptplatz mit dem Sport- und Kulturhaus im Hintergrund